# Le Bon Samaritain (nouvelle)
Pour l’article homonyme, voir Le Bon Samaritain (homonymie).
Le Bon Samaritain (titre original : Jack the Ripper) est une nouvelle d'horreur de Shirley Jackson, parue pour la première fois en 1996 par Bantam Books dans le recueil posthume Just an Ordinary Day. En 2016, la nouvelle est rééditée par les éditions Penguin Books dans le recueil Dark Tales, lui-même traduit en français en 2019 sous le titre La Loterie et autres contes noirs,.
Le titre original, Jack the Ripper, est une référence directe à Jack l'Éventreur. En français, la traduction lui a préféré l'expression « Bon Samaritain », tirée d'une parabole du Nouveau Testament et employée ici de façon ironique.

## Résumé
Un homme qui se balade dans les rues d'une ville déserte à minuit passé découvre par hasard le corps d'une fille de dix-sept ans, ivre et inconsciente, qui gît sur un trottoir, à proximité d'un bar. De toute évidence inquiet et incapable de laisser la jeune fille ainsi, l'homme pénètre dans le bar et signale sa présence à un client ainsi qu'au barman. Le client, soûl, lui propose d'appeler le maire de sa part, et le barman lui explique que cette fille se plaît à dormir sur le trottoir : elle se rend dans ce bar presque tous les soirs et se soûle. Tout ce que le barman se contente de faire, c'est de poser ses affaires auprès d'elle une fois dehors et, parfois, de lui offrir une bière.
L'homme, après un moment d'hésitation, sort du bar et rejoint la fille encore inconsciente. Fouillant dans ses affaires, il découvre un carnet avec l'adresse de son domicile ainsi que la liste d'une vingtaine d'autres bars. À la fin du carnet, l'homme découvre une photo glissée là et représentant la fille accompagnée de deux marins.
Rangeant le carnet dans le sac, l'homme se rend jusqu'au carrefour pour héler un taxi. Lorsqu'un s'arrête, il va récupérer la fille qu'il porte puis charge dans la voiture. Il donne l'adresse du carnet au chauffeur puis, une fois atteint l'appartement situé dans un quartier mal famé, se fait aider du chauffeur pour sortir la fille du taxi. Une fois à l'intérieur de l'immeuble, il frappe à une porte du rez-de-chaussée ; une voix de femme lui répond, et lui apprend que la fille s'appelle Rose, et qu'elle vit au sixième étage. Après avoir constaté qu'il n'y a pas de place dans le hall pour laisser la fille là, l'homme fait le choix de la porter jusqu'à son appartement. Ouvrant la porte avec les clés qui se trouvent dans son sac, il trouve une bougie à allumer pour éclairer la pièce, puis examine les lieux : il fouille dans les rares tiroirs, presque tous vides, puis retourne chercher la fille qu'il dépose sur le lit en rabattant la couverture. Avant de partir, il rouvre le carnet qui se trouve dans son sac, retire la photo qui y est glissée et la range dans sa poche. Il pose le carnet sur la commode, puis, avant de souffler la bougie, sort un couteau aiguisé.
Un peu plus tard, l'homme regagne sa maison située dans un quartier huppé en taxi et, avant de retrouver son appartement où sa femme l'attend, s'examine pour être sûr d'être parfait. Il retrouve sa femme dans leur lit : réveillée par son arrivée, elle lui demande où il était. Prétextant qu'il est allé boire un verre après sa réunion, l'homme extirpe ensuite la photo de la fille de sa poche, découpe les deux marins qui l'entourent et l'insère dans l'angle inférieur d'un grand cadre où est représenté sa femme en photo. Tandis qu'il s'allume une cigarette en observant le cadre, celle-ci lui demande s'il vient se coucher, et il lui répond qu'il va très certainement prendre un bain.

## Édition française
Le Bon Samaritain est traduite pour la première fois en français par Fabienne Duvigneau avec la parution du recueil La Loterie et autres contes noirs par les éditions Payot et Rivages dans leur collection Rivages/Noir en 2019.